# Aleksy Baranow
Aleksy Baranow (ur. 10 grudnia?/23 grudnia 1905 w Żytomierzu, zm. 31 maja 1978) – duchowny Polskiego Autokefalicznego Kościoła Prawosławnego, z pochodzenia Ukrainiec.

## Życiorys
Pochodził z rodziny mieszczańskiej Mikołaja i Nadeżdy Baranowów. 
Średnie wykształcenie teologiczne uzyskał w prawosławnym seminarium duchownym w Krzemieńcu. Następnie ukończył studia w Studium Teologii Prawosławnej Uniwersytetu Warszawskiego. Po przyjęciu święceń kapłańskich został skierowany do służby duszpasterskiej w diecezji grodzieńskiej. Służył kolejno w filialnej cerkwi w Ławryszewie, w parafii w Niehniewiczach, Starych Niehniewiczach, Szczorsach, Łóżkach, Pogórzu, Ostuchowie i Zdzięciole. W maju 1933 arcybiskup grodzieński Aleksy powierzył mu obowiązki misjonarza okręgowego dekanatu zdzięciołowskiego, zaś w roku następnym – pomocnika dziekana. Od 1934 był kapelanem prawosławnych żołnierzy Wojska Polskiego przy Dowództwie Okręgu Korpusu IX służby czynnej w Baranowiczach.
W maju 1940 wyjechał na Chełmszczyznę i objął obowiązki proboszcza parafii w Werbkowicach oraz prefekta szkół w Werbkowicach, Konopnem, Malicach i Kolorowie. Od września 1943 do września roku następnego był prefektem Szkół Technicznej i Rzemieślniczej w Chełmie. W 1944 przypuszczalnie został proboszczem parafii św. Mikołaja w Toruniu i pozostawał nim przez rok. 
Po II wojnie światowej objął parafię w Bielsku Podlaskim, był także dziekanem dekanatu bielskiego oraz dekanatu hajnowskiego. Do 1961 był ponadto proboszczem parafii lubelskiej i dziekanem lubelskim. Angażował się w obronę majątków Kościoła prawosławnego przed samorzutnym przejmowaniem ich przez Kościół katolicki lub instytucje państwowe po wysiedleniu miejscowych wiernych, informował organy kościelne i państwowe o wypadkach niszczenia cerkwi i innych obiektów należących do PAKP, usiłował walczyć o majątek cerkiewny na drodze sądowej. W 1945 zdołał doprowadzić do otwarcia dla celów kultowych cerkwi Przemienienia Pańskiego w Lublinie, od niecałego roku nieczynnej. Następnie z powodzeniem ubiegał się o dodatkowe subsydia na jej odbudowę ze zniszczeń wojennych. Uporządkował problemy własnościowe parafii prawosławnej w Lublinie, uzyskując potwierdzenie jej praw do użytkowanych świątyń, części cmentarza przy ulicy Lipowej z cerkwią Świętych Niewiast Niosących Wonności, domu parafialnego i gruntów. Bez powodzenia natomiast starał się odzyskać dla Kościoła prawosławnego dawną cerkiew przy ulicy Zielonej oraz rezydencję biskupów prawosławnych przy ulicy Gabriela Narutowicza.
W 1961 zaprotestował przeciwko wyborowi biskupa Tymoteusza na metropolitę warszawskiego i całej Polski, co nastąpiło wbrew statutowi wewnętrznemu Kościoła, z inspiracji władz państwowych. Wówczas Wydział ds. Wyznań w Lublinie zażądał od metropolity usunięcia duchownego z pełnionych do tej pory stanowisk i nakazania mu zamieszkania w monasterze. Metropolita Tymoteusz nie bronił kapłana. Ks. Baranow został proboszczem parafii w Szczecinie i dziekanem szczecińskim już po nieoczekiwanej śmierci hierarchy w 1962. W Szczecinie uzyskał od władz miejskich zgodę na korzystanie z poewangelickiego kościoła przy ulicy Wawrzyniaka, sprowadzał dla świątyni wyposażenie z porzuconych cerkwi na Podkarpaciu.
Za swoją działalność otrzymał najważniejsze nagrody kościelne przyznawane białemu duchowieństwu: godność protoprezbitera (1946), prawo do noszenia palicy (1961) i mitry (1966).
Od 1970 do 1976 kierował Komisją Kontrolną Rady Metropolitalnej przy metropolicie warszawskim i całej Polski.
Pochowany na cmentarzu prawosławnym w Warszawie.
Miał córkę Muzę, po mężu Szandruk.